# Wicked Maiden
Wicked Maiden es el noveno álbum de estudio de la banda de heavy metal estadounidense Impellitteri.

## Lista de canciones
1. Wicked Maiden - 4:01
2. Last of A Dying Breed - 3:12
3. Weapons Of Mass Distortion - 3:51
4. Garden Of Eden - 5:13
5. The Vision - 4:56
6. Eyes of an Angel - 4:15
7. Hi-Scool Revolution - 4:36
8. Wonderful Life - 4:02
9. Holy Man - 4:15
10. The Battle Rages On - 4:41

## Personal
- Rob Rock - voz
- Chris Impellitteri - guitarras
- James Amelio Pulli - bajo
- Glen Sobel - batería
- Edward Harris Roth - teclado